# Хусса
Хусса (умер в 593) — король Берниции (585—593) из династии Идингов.

## Биография
Хусса, сын Иды, в 585 году стал королём Берниции после смерти своего брата Фритувальда. К тому времени уже погибли многие братья Хуссы.
В 586 году объединённые силы Стратклайда, Элмета, Гододина, Регеда, Пеннинов, Каэр Гвенддолеу, Дал Риады, пиктов и ирландцев Ульстера осадили и захватили столицу Берниции — Бамборо. Хусса и его родственники бежали на остров Линдисфарн. Армия коалиции бриттов подошла к острову и начала осаду его крепости. Именно в то время Хусса остался единственным всё ещё живым сыном Иды. Возможно, король Берниции подкупил Морканта Фулха из Гододина и Динода Толстого из Пеннин. Моркант подослал убийцу Ллована Однорукого к объединявшему бриттов своим авторитетом королю Регеда Уриену. После гибели Уриена коалиция распалась, а осада была снята. Позже Хусса вернул Бамборо и другие владения Берниции.
После смерти Хуссы в 593 году престол Берниции унаследовал его племянник Этельфрит.